# Odenwald-Quelle

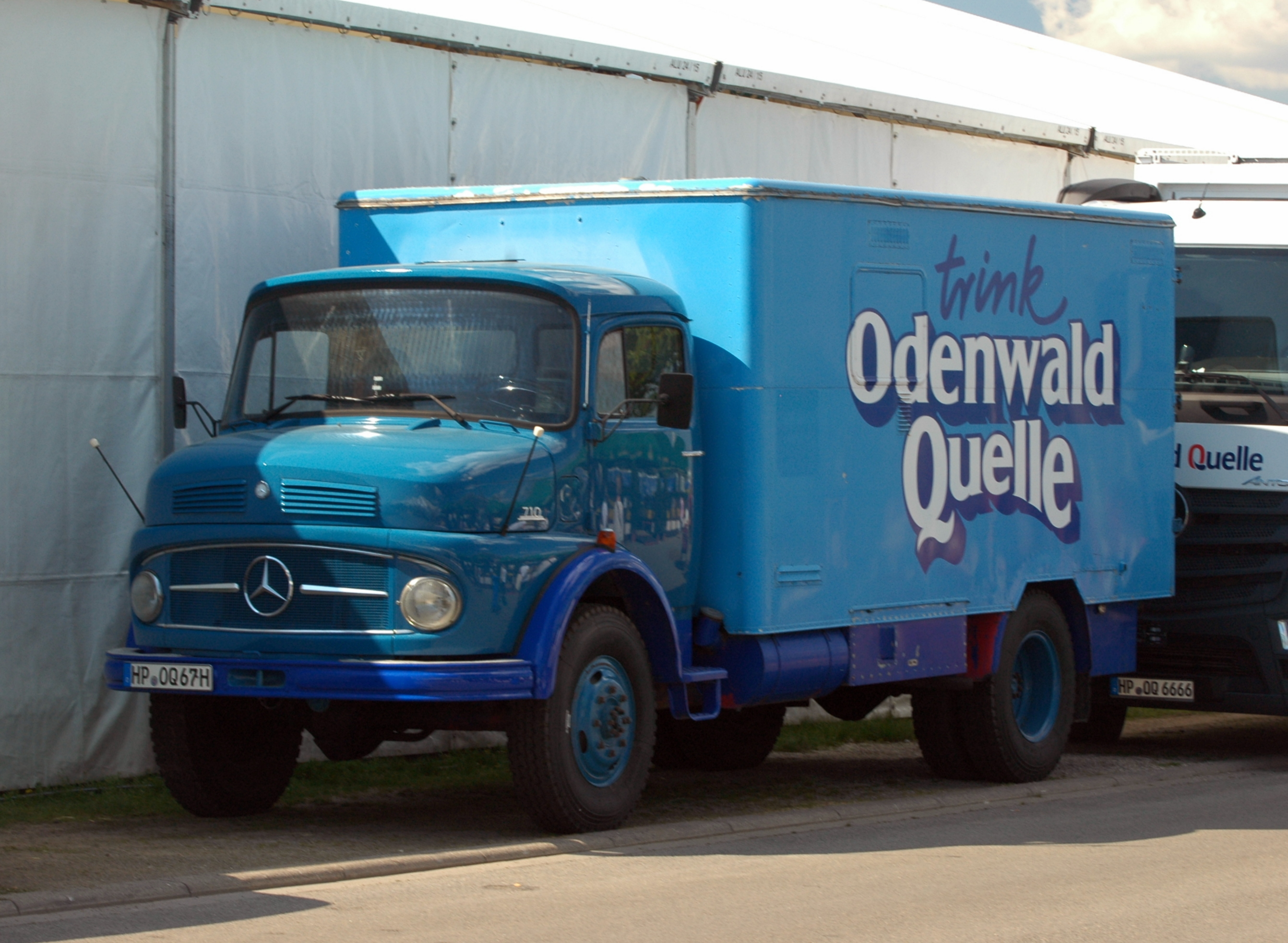
LKW Mercedes-Benz 710 von Odenwald-Quelle

Odenwald-Quelle GmbH & Co. KG ist ein regionales Getränkeunternehmen mit Sitz in Heppenheim im Landkreis Bergstraße in Hessen und Mineralquellen in Heppenheim sowie Oberzent-Finkenbach im Odenwald.
Die Mineralquellen der Odenwald-Quelle liegen in der Nähe des Firmengeländes zwischen Heppenheim und Laudenbach. Das Mineralwasser entspringt artesischen Quellen aus 80 bis 200 Metern Tiefe eigenständig mit einem Druck von zwei Bar.

## Geschichte
Das Unternehmen wurde 1931 von Hans Strauch gegründet und blieb bis zum Jahr 2000 in Familienhand. In diesem Jahr wurde das Unternehmen dann von der Mannheimer Actris AG des SAP-Mitgründers Dietmar Hopp übernommen. Zum Jahreswechsel 2009/2010 wurde die Odenwald-Quelle im Rahmen eines Management-Buy-outs an den ehemaligen Vertriebsdirektor Ronald Schork und den Mannheimer Rechtsanwalt Andreas Schmidt, ehemals Sozius der Kanzlei Rittershaus, veräußert. Nachdem sich Ronald Schork aus privaten Gründen aus dem Geschäftsleben zurückgezogen hatte, führte Andreas Schmidt von Januar 2014 bis Juni 2022 als alleiniger geschäftsführender Gesellschafter das Heppenheimer Traditionsunternehmen Odenwald-Quelle. Seit Juli 2022 ist Stephan Wolk zweiter Geschäftsführer.

## Absatz und Produkte
Das Unternehmen ist Marktführer in der Metropolregion Rhein-Neckar. Das erweiterte Vertriebsgebiet der Odenwald-Quelle befindet sich im Radius von 100 Kilometern um Heppenheim. Als Kerngebiet wird der Radius von ca. 50 Kilometern um den Firmensitz angegeben.
Das Unternehmen füllt pro Jahr ca. 90 Mio. Füllungen (entspricht ca. 77 Mio. Litern) in Glas- als auch PET-Flaschen.
Unter den Marken Odenwald-Quelle und Finkenbach-Quelle werden rund 43 verschiedene Mineral- und Heilwässer, Erfrischungsgetränke, Limonaden und Schorlen hergestellt und über das Logistikzentrum in Viernheim abgesetzt.
Die Tochtergesellschaft Mineralbrunnen GmbH vertreibt zudem die beiden Marken Q 4 und Top Quell mit verschiedenen Sorten, die im Gegensatz zur Hauptmarke im günstigeren Preissegment angesiedelt sind.